# Ràtzia de 910
La Ràtzia de 910 fou una campanya de l'Emirat de Còrdova contra els comtats de Pallars i Ribagorça.

## Antecedents
L'agost del 872, Bernat de Gòtia moria assassinat per un vassall de Bernat Plantapilosa i Oliba II fou restituït en el comtats de Carcassona i Rasés, i Plantapilosa va governar Tolosa i Llemotges. El Pallars i la Ribagorça s'escaparen del seu control, donat que els partidaris del comte assassinat crearen una dinastia nova iniciada per Ramon I de Pallars i Ribagorça, però fou atacat per Llop ibn Muhàmmad el 904 per enfrontar-se amb Ramon I, prenent-li els castells de Sarroca de Bellera, Castissent i Mola de Baró, assolint la màxima extensió dels seus dominis. Va causar grans destrosses i saquejos pel comtat pirinenc; van morir set-centes persones i va capturar-ne prop de mil, entre elles el fill del comte, Isarn.
Muhàmmad al-Tawil prengué l'herència a Furtun ibn Llop, fill de Llop ibn Muhàmmad i va convertir-se en Valí de Lleida el 908 i s'apoderà a la Ribagorça de Roda i Montpedrós (Pedrui). El 909 al Tawil, emprengué una ràtzia per la frontera del Comtat de Pallars, conquerint a Ramon I de Pallars i Ribagorça la vall de l'Isàvena amb els castells i llocs d'Oliola, Ponts i Alguaire.

## Ràtzia de 910
Muhàmmad al-Tawil emprengué el 910 una nova ràtzia, conquerint els castells i llocs d'Oliola, Gualter i arribant a La Seu d'Urgell.